# ハーマン・カーン賞

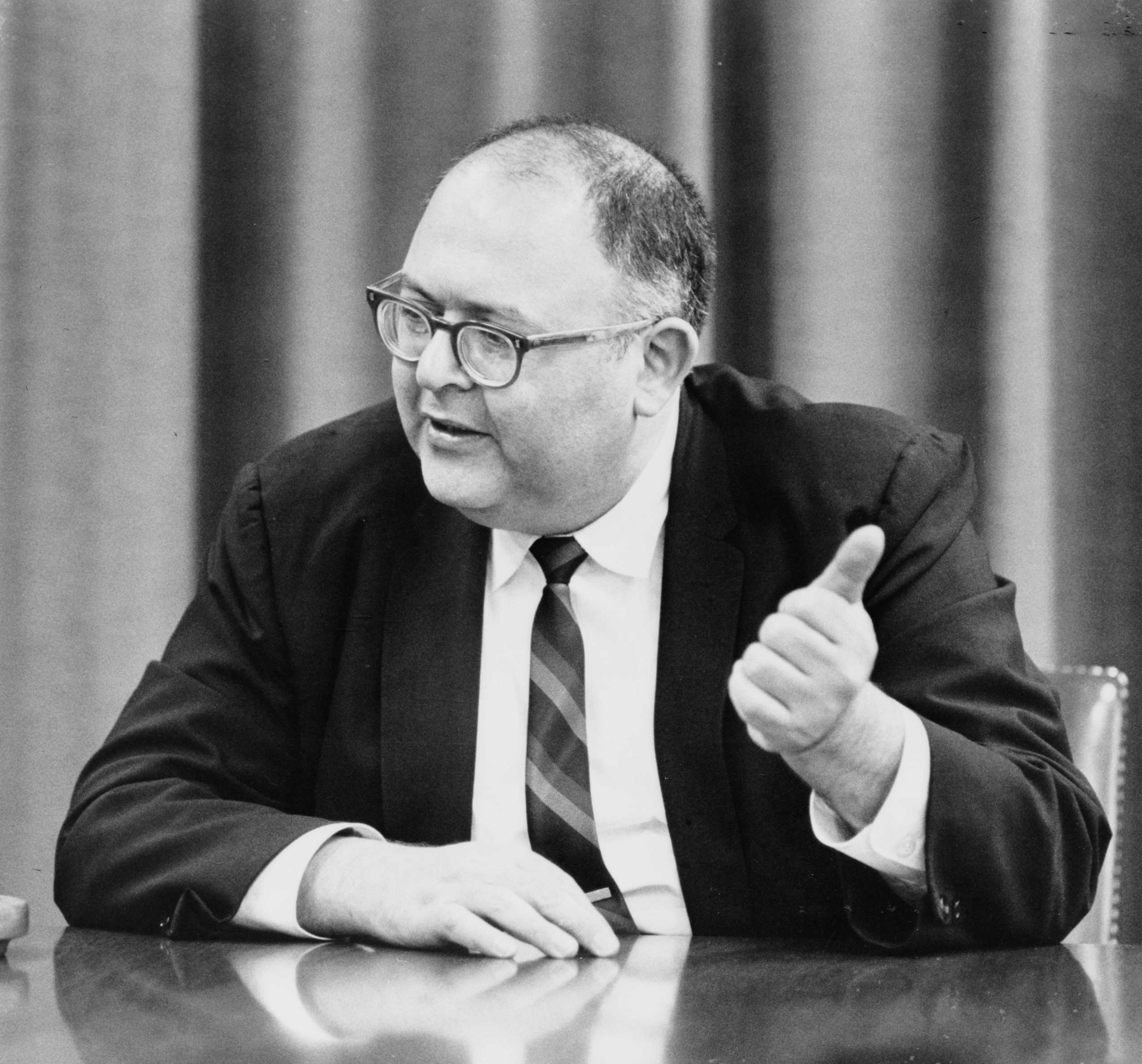
インタビューに答えるハーマン・カーン（1965年5月11日）

ハーマン・カーン賞（英語: Herman Kahn award）は、アメリカ合衆国の有力保守系シンクタンク・ハドソン研究所が制定した賞。名は研究所の創設者、ハーマン・カーンにちなむ。
保守的な立場からアメリカ合衆国の国家安全保障に貢献した、創造的でビジョンを持った指導者に毎年贈られる。

## 著名な受賞者
- ロナルド・レーガン（元米国大統領）
- ヘンリー・キッシンジャー（元国防長官）
- ミッチ・ダニエルズ（2010年、元インディアナ州知事）
- ジョン・カイル（2011年、上院議員）
- ディック・チェイニー（2012年、元米国副大統領）
- 安倍晋三（2013年、日本国内閣総理大臣）[1] - 外国人として初受賞[1][2]